# 貝塞斯達 (阿肯色州)
貝塞斯達（英語：Bethesda）是位於美國阿肯色州獨立縣的一個非建制地區。該地的面積和人口皆未知。

## 地理
貝塞斯達的座標為35°47′29″N 91°47′19″W / 35.79139°N 91.78861°W，而該地的平均海拔高度為196米（即643英尺）。